# Liste der Kunstdenkmäler nach Dehio 1905 in Radebeul

Wackerbarths Ruhe (um 1910). Frühestes (1912) unter gesetzlichen Denkmalschutz gestelltes Zeugnis vergangener Kulturgeschichte in der Lößnitz.

Die Liste der Kunstdenkmäler nach Dehio 1905 in Radebeul enthält die in der Schnellinventarisation Dehio - Handbuch der Deutschen Kunstdenkmäler, Band I Mitteldeutschland von 1905 aufgeführten Kunstdenkmäler auf dem Gebiet der heutigen sächsischen Stadt Radebeul, in den damals noch selbstständigen Gemeinden Kötzschenbroda (bei Dehio Kötschenbroda geschrieben), Niederlössnitz und Oberlössnitz.
Die noch zu Zeiten der privaten Denkmalpflege (siehe Entwicklung des Denkmalschutzes in Sachsen) unter dem Inventarverweis XXVI aufgeführten Zeugnisse vergangener Kulturgeschichte wurden später auch offiziell unter Denkmalschutz gestellt und gehören heute als Kulturdenkmäler zu den bedeutenden Sehenswürdigkeiten der Lößnitz. 1912, drei Jahre nach Verabschiedung des Gesetzes gegen Verunstaltung von Stadt und Land, des ersten Denkmalschutzgesetzes in Sachsen, erging ein Ortsdekret in Niederlößnitz, um Wackerbarths Ruhe vor Parzellierungsbegehren zu schützen. 1915 folgte in der Oberlößnitz das Ortsgesetz gegen Verunstaltung des Grundstückes Hoflößnitz, um die weitere Aufteilung des ehemals königlichen Weinguts Hoflößnitz gegen Zersiedlung zu schützen. Damit standen beide Objekte unter amtlichem Denkmalschutz.
Georg Dehios Angabe der Inventarnummer XXVI gibt den Hinweis, dass die von ihm hier dargestellten Kunstdenkmale der größeren Fundamentalinventarisation von Cornelius Gurlitt entnommen sind, wo es zu vielen Objekten weiterführende Text sowie auch Bilder und Darstellungen gibt: Beschreibende Darstellung der älteren Bau- und Kunstdenkmäler des Königreichs Sachsen, Heft 26 von 1904. Im Vergleich zu Gurlitts Inventarisationsliste zur Lößnitz lässt Dehio die Objekte in Wahnsdorf und Zitzschewig aus.
Ein Vergleich mit der Denkmalliste zu DDR-Zeiten, erstellt etwa ein dreiviertel Jahrhundert später, zeigt, dass es sich bei den von Dehio dargestellten Kunstdenkmäler um die Denkmale mit der höchsten Bewertung (Wertgruppe I) handelt, mit zwei Ausnahmen: Das Weinbergshaus Friedstein bzw. Berghaus Neufriedstein wurde in die Wertgruppe II eingestuft und die Kirche im Stadtteil Kötzschenbroda erhielt als Sakralgebäude lediglich die Wertgruppe III zuerkannt.
Den hier aufgeführten neun Denkmalen stehen etwa 100 Denkmale zu DDR-Zeiten, genauer im Jahr 1973, gegenüber beziehungsweise knapp 200 Denkmale im Jahr 1979, nach der Verkündung des Gesetzes zur Erhaltung der Denkmale in der DDR von 1975. Heute sind es etwa 1530 Einzeldenkmale unter etwa 1270 Adressen (siehe Liste der Kulturdenkmale in Radebeul), was in Radebeul zu einer Denkmaldichte von über 45 Denkmalen pro 1000 Einwohner führt.

## Legende

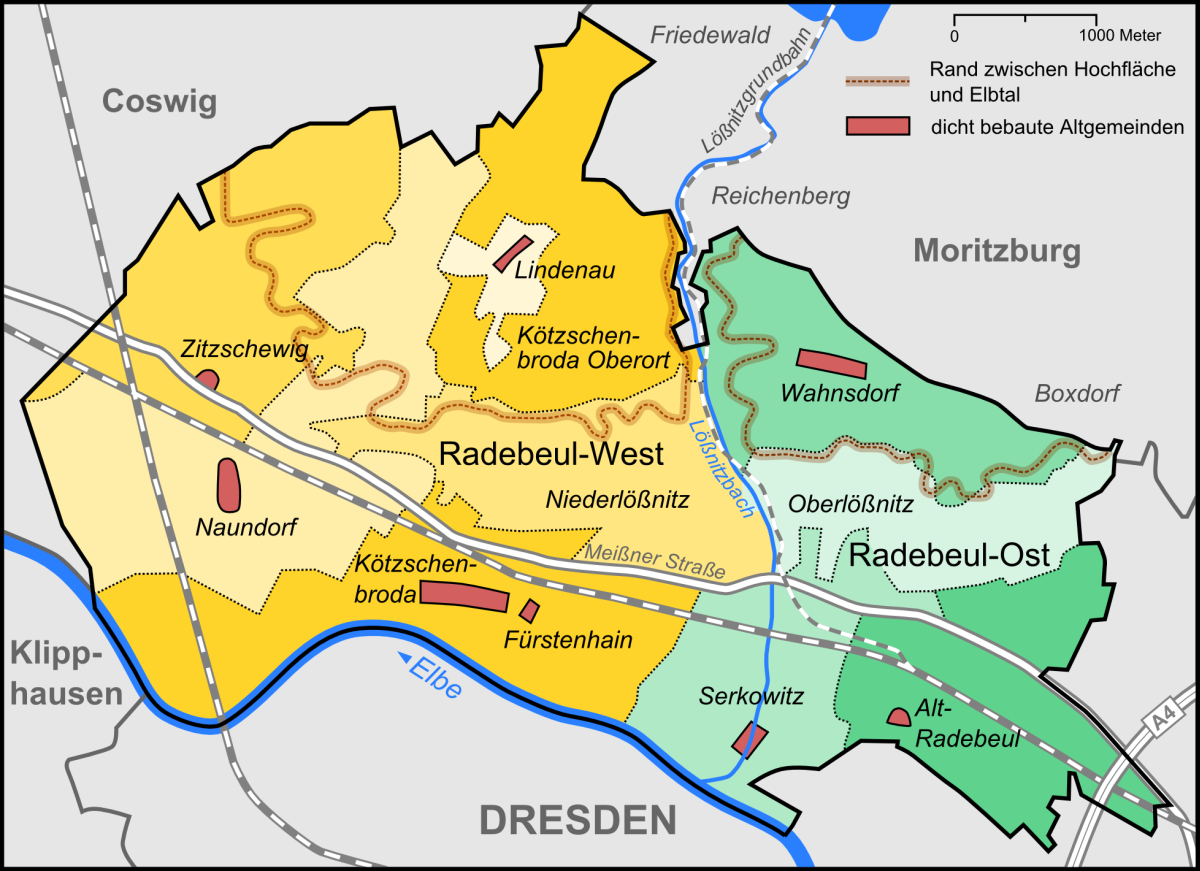
Übersicht über die Lage der Radebeuler Stadtteile

Die in der Tabelle verwendeten Spalten listen die im Folgenden erläuterten Informationen auf:
- Name, Bezeichnung: Bezeichnung des einzelnen Objekts.
- Adresse, Lage: Heutige Straßenadresse, Lagekoordinaten.
- Stadtteil: Heutiger Radebeuler Stadtteil.
  - KOE: Kötzschenbroda
  - NDL: Niederlößnitz
  - OBL: Oberlößnitz
- Datum: Besondere Baujahre, so weit bekannt oder ableitbar, teilweise auch Datum der Ersterwähnung der Liegenschaft.
- Baumeister, Architekten: Baumeister, Architekten und weitere Kunstschaffende.
- Beschreibung: Beschreibungstext aus dem Dehio.
- Bild: Foto des Hauptobjekts.

## Kunstdenkmäler
| Name, Bezeichnung          | Adresse, Koordinaten           | Stadtteil | Datum                                                                                                | Baumeister, Architekten | Beschreibung | Bild           |
| -------------------------- | ------------------------------ | --------- | --- | --- | --- | -------------- |
| Pfarrkirche                | Altkötzschenbroda 40 (Lage)    | KOE       | 1273 Ersterwähnung, 1477, 1515, 1637, 1646, 1746, 1884/85                                            | Ezechiel Eckhardt, Karl Weißbach (Umbau), Gebrüder Ziller, Christian Rietschel                                                                 | „Netzgewölbter polyg. [polygonaler] Chor 1477, Sch. [Schiff] 1884. − Altar 1638 von Zach. Heegewald, auseinandergenommen, von Interesse die Alabasterreliefs und Sandsteinstatuetten; Denkmäler 1675, 1738. − Im Dorf reizende ren. [1924: renss. wie renaissance] Brunneneinfassung mit Puttenrelief von Hans Walther (?)“ | Weitere Bilder |
| Haus Sorgenfrei            | Augustusweg 48 (Lage)          | OBL       | frühes 18. Jh., 1783–89                                                                              | Johann August Giesel | „1786 mit bmkw. [bemerkenswertem] Gartenhaus.“ | Weitere Bilder |
| Bennoschlößchen            | Bennostraße 35 (Lage)          | OBL       | um 1600, 1896                                                                                        | Gebrüder Ziller (Aufstockung Pressraum) | „um 1600; quadr. Gr. [quadratischer Grundriss], 2 Geschosse, 2 Hauptgiebel und 2 Zwerchgiebel; die innere Einteilung erhalten.“ | Weitere Bilder |
| Hoflößnitz                 | Knohllweg 37 (Knohlweg) (Lage) | OBL       | vor 1401 Dohnaer Weingut, 1401 Wettiner, 1650 Lusthaus, 1747/150 Spitzhaustreppe, 1840 Kavaliershaus | Ezechiel Eckhardt, Christian Schiebling, Centurio Wiebel, Albert Eckhout, Matthäus Daniel Pöppelmann, Carl Mildreich Barth, Karl Moritz Haenel | „Wohnhaus um 1653. Das in seiner alten Einrichtung erhaltene Obergeschoß bmkw. [bemerkenswert]. Beispiel der Dekorationsweise des 17. Jh.“ | Weitere Bilder |
| Weinbergshaus Friedstein   | Mohrenstraße 10 (Lage)         | NDL       | 1417 Wehlsberg, 1771                                                                                 | | „1771.“ | Weitere Bilder |
| v. Minckwitzscher Weinberg | Obere Bergstraße 30 (Lage)     | NDL       | 1412 Altenberg, ab 1712 Herrenhaus, 1713, 1727, 1877, 1907–09                                        | August Große (Umbau, Remise), F. A. Bernhard Große (Umbau Herrenhaus, Nebengebäude)                                                            | „Terrasse mit Wohnhaus, Lusthaus, Winzerhaus, Pavillon 1713–29.“ | Weitere Bilder |
| Spitzhaus                  | Spitzhausstraße 36 (Lage)      | OBL       | 1622, 1672, 1749, 1902, 1928                                                                         | Wolf Caspar von Klengel, Matthäus Daniel Pöppelmann, Richard Beyer, Adolf Neumann (Verandaanbau)                                               | „(Weinbergshaus) um 1650; quadr. Gr. [quadratischer Grundriss], 2 Geschosse rundbg. [rundbogige] Fenster, origineller Kontur durch das große geschweifte Dach mit Zentraltürmchen. Entstellende jüngere Anbauten.“ | Weitere Bilder |
| Wackerbarths Ruhe          | Wackerbarthstraße 1 (Lage)     | NDL       | 1727–1729, 1743 Jacobstein, 1853 Umbau, 1916/17                                                      | Johann Christoph Knöffel, Matthäus Daniel Pöppelmann, Georg Heinsius von Mayenburg (Umbau)                                                     | „Hauptgebäude (1853 im Äußeren umgestaltet), Kapelle 1775 von Knöffel, Jacobsturm 1743.“ | Weitere Bilder |
| Meinholds Weinberg         | Weinbergstraße 10 (Lage)       | OBL       | um 1650, 1715, um 1750 Turmhaus, 1865 Landhaus                                                       | | „ “ | Weitere Bilder |